# Durbach
Durbach – miejscowość i gmina w Niemczech, w kraju związkowym Badenia-Wirtembergia, w rejencji Fryburg, w regionie Südlicher Oberrhein, w powiecie Ortenau, wchodzi w skład wspólnoty administracyjnej Offenburg. Leży ok. 5 km na północny wschód od Offenburga.

## Współpraca
Miejscowości partnerskie:
- Bürserberg, Austria
- Châteaubernard, Francja